# Classroom Crisis
(Tagline della serie)
Classroom Crisis (クラスルーム☆クライシス?, Kurasurūmu Kuraishisu) è una serie televisiva anime prodotta dalla Aniplex e realizzata dallo studio Lay-duce, trasmessa in Giappone tra il 3 luglio e il 25 settembre 2015. Un adattamento manga di Masaharu Takano ha iniziato la serializzazione sul Monthly Comic Alive della Media Factory il 27 giugno 2015.

## Trama
In un futuro prossimo, dove i viaggi interplanetari sono diventati possibili, una mega compagnia di aeronautica spaziale chiamata Kirishina Corp. ha aperto un'accademia su Marte. In essa, una classe specializzata di nome A-TEC, formata da studenti talentuosi, passa la maggior parte del tempo studiando o sviluppando motori a razzo. La serie è incentrata sui membri della A-TEC mentre lavorano su un nuovo motore chiamato X-2, progetto che gli farà conoscere tutti i problemi derivanti dall'essere sia studenti liceali sia impiegati di una vera azienda.

## Personaggi
Nagisa Kiryū (霧羽 ナギサ?, Kiryū Nagisa)
Doppiato da: Yūma Uchida
Il fratello minore di Kazuhisa e Yūji, ossia uno studente trasferito del terzo anno che è il nuovo capo della divisione sviluppo brevetti della A-TEC. Dopo aver svolto con successo diversi compiti nel sistema solare, l'azienda l'ha trasferito su Marte per gestire lo smantellamento della classe. Più tardi, inizia a farsi coinvolgere sempre di più dagli sforzi della A-TEC, oltre ad innamorarsi di Mizuki.
Kaito Sera (瀬良 カイト?, Sera Kaito)
Doppiato da: Shōtarō Morikubo
Il coordinatore di classe della A-TEC, ossia un giovane ingegnere che aspira a creare un nuovo motore insieme ai suoi alunni. Essendo quasi loro coetaneo, potrebbe essere molto popolare con gli studenti della scuola, ma il più delle volte risulta noioso a causa dei suoi discorsi appassionati.
Iris Shirasaki (白崎 イリス?, Shirasaki Irisu)
Doppiata da: Sora Amamiya
Una studentessa del terzo anno, piuttosto silenziosa, che è il pilota di prova presente sul manifesto della A-TEC. È molto brava a volare, ma siccome non bada parecchio alla propria sicurezza, pur affermando il contrario, si comporta spesso in maniera spericolata e imprudente su qualsiasi tipo di veicolo. È amica di Mizuki e si è unita alla A-TEC solo su suo suggerimento.
Mizuki Sera (瀬良 ミズキ?, Sera Mizuki)
Doppiata da: Ari Ozawa
La sorella minore di Kaito, la quale oltre ad essere una studentessa del terzo anno, è un membro del consiglio di classe che fa parte della A-TEC. Solitamente amichevole e positiva, il suo sogno è seguire le orme dei suoi genitori e diventare un ingegnere. Innamorata di Nagisa, più tardi i suoi sentimenti per lui vengono ricambiati.
Angelina (アンジェリーナ?, Anjerīna)
Doppiata da: Yū Kobayashi
Un membro del dipartimento contabilità che sembra avere una cotta per Nagisa e che riceve da lui l'ordine di gestire le finanze della A-TEC quando questa inizia ad avere difficoltà finanziarie. Il suo vero nome è Hanako Hattori (服部 花子?, Hattori Hanako).
Makoto Ryōke (領家 マコト?, Ryōke Makoto)
Doppiata da: Minami Tsuda
Una studentessa del terzo anno che ordina i materiali necessari per la costruzione dei velivoli della A-TEC. Si comporta sempre da sorella maggiore ed è dotata di una personalità calma che persiste perfino nelle situazioni impreviste.
Kojirō Kitahara (北原 コジロー?, Kitahara Kojirō)
Doppiato da: Toshiyuki Toyonaga
Uno studente del terzo anno, nonché un progettista di velivoli della A-TEC. Sebbene si comporti in maniera matura in presenza dei suoi compagni, in realtà è un tipo difficile da capire che causa spesso problemi. È uno dei pochi maschi a frequentare la classe di Kaito.
Tsubasa Hanaoka (花岡 ツバサ?, Hanaoka Tsubasa)
Doppiata da: Aya Suzaki
Una studentessa vivace del secondo anno che è stata scelta dalla A-TEC come supervisora in ambito pubblicitario e promozionale, grazie alla sua allegria e alle sue eccellenti doti di comunicazione.
Sakugo Maioka (舞岡 サクゴ?, Maioka Sakugo)
Doppiato da: Takayuki Kondō
Uno studente del secondo anno e un supervisore informatico della A-TEC, che ha una visione nichilista della vita e che dà l'impressione di assomigliare a un otaku.
Yuna Nōnen (能年 ユナ?, Nōnen Yuna)
Doppiata da: Kana Asumi
Una studentessa del secondo anno e una contabile della A-TEC, che tiene sotto stretto controllo il budget e che dà del filo da torcere a chiunque si permetta di sprecare ciò che è stato concesso al dipartimento razzi.
Aki Kaminagaya (上永谷 アキ?, Kaminagaya Aki)
Doppiata da: Shiina Natsukawa
Una studentessa del secondo anno che nella A-TEC ricopre il ruolo di supervisora della manutenzione del motore. È una ragazza estremamente entusiasta di meccanica, che però è anche nota per essere una maniaca del lavoro. Fa da assistente a Kaito ed ha una cotta per lui.
Subaru Yamaki (八槙 スバル?, Yamaki Subaru)
Doppiato da: Yoshino Nanjō
Uno studente del primo anno della A-TEC dall'aspetto androgino, che si occupa degli esperimenti di combustione e che è noto per il suo modo di vestire alternativo. È molto sicuro di sé ed ha un carattere impertinente.
Kaoruko Takanashi (小鳥遊 カオルコ?, Takanashi Kaoruko)
Doppiata da: Yui Horie
Una studentessa del primo anno e un'operatrice della A-TEC che è la ragazza più giovane della classe. La sua timidezza e la sua costituzione delicata l'hanno resa amata da tutti, tanto da diventare una specie di mascotte. Il suo ruolo è gestire le comunicazioni durante le prove di volo dei prototipi, benché di solito aiuti anche Makoto a preparare gli ordini.
Kazuhisa Kiryū (霧羽 カズヒサ?, Kiryū Kazuhisa)
Doppiato da: Kazuhiko Inoue
Il giovanile rappresentante e presidente della società, le cui capacità manageriali sono considerate favorevolmente dagli altri dirigenti.
Yūji Kiryū (霧羽 ユウジ?, Kiryū Yūji)
Doppiato da: Hiroyuki Yoshino
Il fratello minore di Kazuhisa, ossia un amministratore delegato della società.
Seigō Sasayama (笹山 セイゴウ?, Sasayama Seigō)
Doppiato da: Tomomichi Nishimura
Il capo della divisione sviluppo tecnologie avanzate della A-TEC, nonché il preside dell'istituto tecnico.

## Media

### Media cartacei
L'adattamento manga, disegnato da Masaharu Takano, ha iniziato la serializzazione sul numero di agosto 2015 della rivista Monthly Comic Alive della Media Factory, pubblicato in data 27 giugno 2015. Una light novel basata sulla serie, scritta da Hajime Taguchi ed illustrata da Rin e Lay-duce, è stata annunciata per il 24 luglio 2015. L'adattamento letterario sarà accompagnato lo stesso giorno dall'uscita di un altro volume spin-off, scritto da Hajime Asano e disegnato da Kingin, che ruoterà attorno alla vita quotidiana dei membri della A-TEC.

### Anime
Basata sulla storia originale di Montwo, la serie, realizzata dalla Lay-duce e diretta da Kenji Nagasaki con il character design sviluppato da Hiro Kanzaki, è andata in onda dal 3 luglio al 25 settembre 2015. Le sigle di apertura e chiusura sono rispettivamente Cobalt (コバルト?, Kobaruto) delle TrySail (un gruppo formato da Momo Asakura, Shiina Natsukawa e Sora Amamiya) e Anemone (アネモネ?) delle ClariS. In varie parti del mondo gli episodi sono stati trasmessi in streaming, in contemporanea col Giappone, dalla Aniplex of America su Aniplex Channel, Crunchyroll, Hulu, Viewster e Daisuki, mentre in Australia e Nuova Zelanda i diritti sono stati acquistati dalla AnimeLab.

#### Episodi
| Nº | Titolo italiano (traduzione letterale) Giapponese 「Kanji」 - Rōmaji                                    | In onda           | In onda |
| Nº | Titolo italiano (traduzione letterale) Giapponese 「Kanji」 - Rōmaji                                    | Giapponese        |         |
| 1  | Lo studente trasferito venuto in ritardo 「遅れてきた転校生」 - Okurete kita tenkōsei                   | 3 luglio 2015     |         |
| 2  | Ridimensionamento di classe 「リストラの教室」 - Risutora no kyōshitsu                                  | 10 luglio 2015    |         |
| 3  | La donna del dipartimento contabilità 「経理部から来た女」 - Keiri-bu kara kita onna                    | 17 luglio 2015    |         |
| 4  | Scontro! Union Battle 「激突！ユニオンバトル」 - Gekitotsu! Yunion Batoru                               | 24 luglio 2015    |         |
| 5  | La vergogna del viaggio incombe 「旅の恥は上書き」 - Tabi no haji wa uwagaki                            | 31 luglio 2015    |         |
| 6  | La famiglia della vergogna 「忸怩たる一族」 - Jikuji taru ichizoku                                      | 7 agosto 2015     |         |
| 7  | Il giorno più lungo di Hanako Hattori 「服部花子のいちばん長い日」 - Hattori Hanako no ichiban nagai hi | 14 agosto 2015    |         |
| 8  | Soldi, elezioni e festival scolastici 「金と選挙と学園祭」 - Kane to senkyo to gakuen-sai               | 21 agosto 2015    |         |
| 9  | Vittoria priva di gioia 「歓喜なき勝利」 - Kanki naki shōri                                             | 28 agosto 2015    |         |
| 10 | Il direttore Nagisa Kiryu 「常務霧羽ナギサ」 - Jōmu Kiryu Nagisa                                        | 4 settembre 2015  |         |
| 11 | A ciascuno la sua rivolta 「それぞれの逆襲」 - Sorezore no gyakushū                                     | 11 settembre 2015 |         |
| 12 | Speranza, ambizione, disperazione 「希望と野望と絶望と」 - Kibō to yabō to zetsubō to                   | 18 settembre 2015 |         |
| 13 | La più grande presentazione nella storia 「史上最大のプレゼン」 - Shijō saidai no purezen               | 25 settembre 2015 |         |